# Long An Stadium
Das Long An Stadium (vietnamesisch Sân vận động Long An) ist ein Mehrzweckstadion in der vietnamesischen Stadt Tân An, Provinz Long An. Es wird als Heimspielstätte des Zweitligisten Long An FC genutzt. Das Stadion hat ein Fassungsvermögen von 20.000 Personen.
2006 fand in dem Stadion das Spiel des vietnamesischen Supercups statt. Das Endspiel des vietnamesischen Pokals wurde 2005 in dem Stadion ausgetragen.